# Адамац
Адамац (хорв. Adamac; ? — ?) — хорватский государственный деятель. Жупан ныне упразднённой Нинской жупании. Как один из соратников короля Хорватии Петара Крешимира IV, он присутствовал в качестве свидетеля при выдаче задарским монастырям Святого Хрисогона и Святой Марии королевских указов о передаче им владений в Дикле (1066), острова Мауна (1069) и земель в Брдиме в 1072 году.